# Pochrzyn

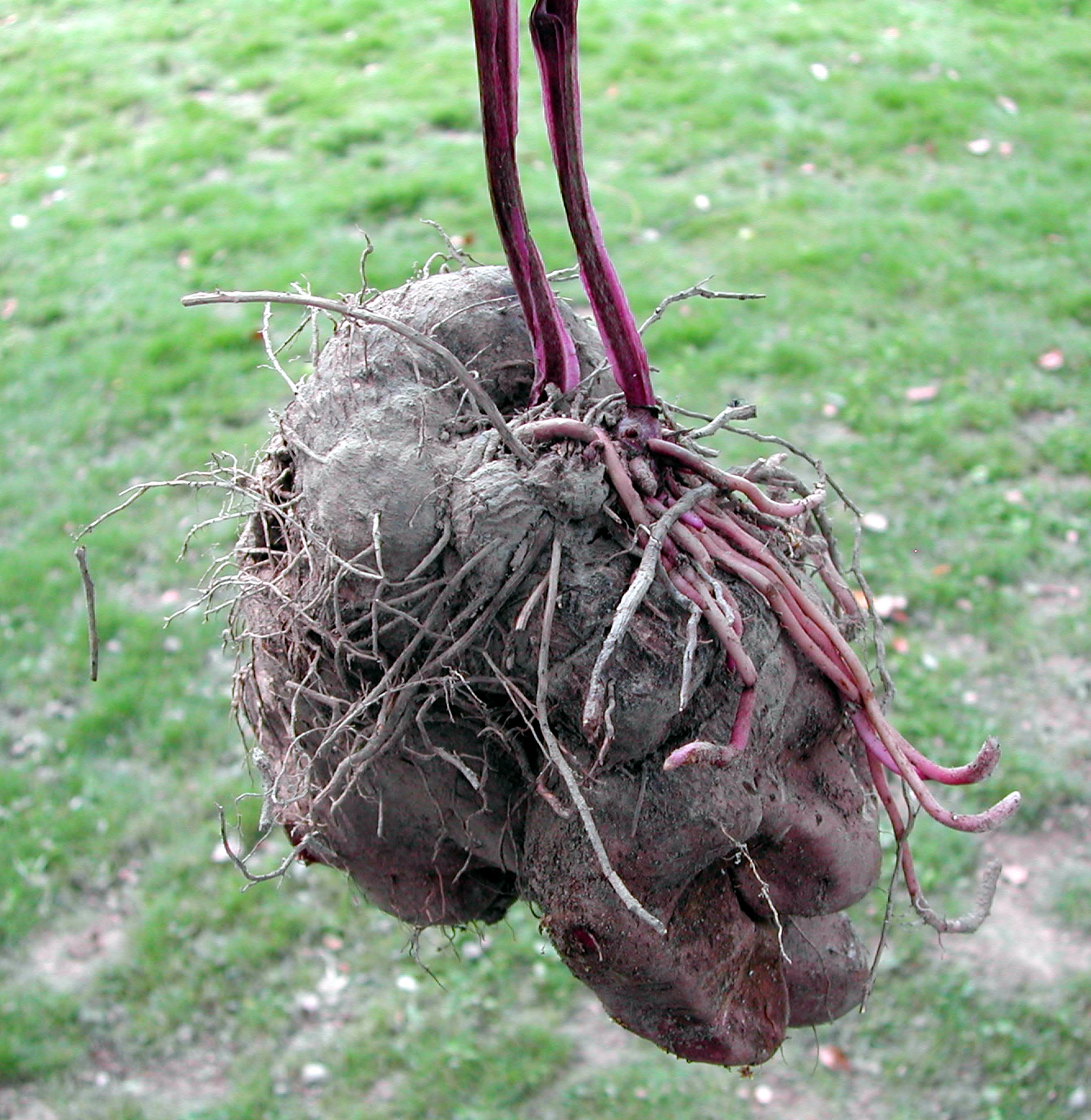
Bulwiaste kłącze pochrzynu

Pochrzyn, jam, ignam (Dioscorea L.) – rodzaj wieloletnich pnączy z bulwiastymi kłączami. Należy do niego ponad 600 gatunków pochodzących głównie z obszarów tropikalnych. Najwięcej pochrzynów rośnie w naturze i uprawia się w Afryce Zachodniej, szczególnie w Ghanie, Nigerii oraz w Azji Południowo-Wschodniej, w Ameryce Południowej i na Karaibach.

## Morfologia
Pnącza, które w zależności od gatunku wiją się zgodnie z ruchem wskazówek zegara lub odwrotnie. Bulwy o masie dochodzącej czasem nawet do 50 kg mają kształt kulisty lub maczugowaty, są wielokrotnie podzielone przewężeniami, skórka brązowa, spękana o strukturze korkowej.  W zależności od gatunku rośliny wytwarzają wiele bulw lub tylko jedną. U większości gatunków bulwy są trujące, tylko u niektórych po odpowiednim przygotowaniu są jadalne. Liście sezonowe, sercowate. Kwiaty drobne, owocem jest okrągła torebka z uskrzydlonymi nasionami.

## Systematyka
Synonimy
Borderea  Miégev., Helmia Kunth, Hyperocarpa (Uline) G. M. Barroso et al., Nanarepenta Matuda, Oncus Lour., Testudinaria Salisb., Ubium Cothen.
Pozycja systematyczna według Angiosperm Phylogeny Website (aktualizowany system APG IV z 2016)
Rodzaj należący do rodziny pochrzynowatych (Dioscoreaceae), rzędu pochrzynowców (Dioscoreales R. Br.), kladu jednoliściennych w obrębie okrytonasiennych.
Pozycja w systemie Reveala (1993–1999)
Gromada okrytonasienne (Magnoliophyta Cronquist), podgromada Magnoliophytina Frohne & U. Jensen ex Reveal, klasa jednoliścienne (Liliopsida Brongn.), podklasa komelinowe (Commelinidae Takht.), nadrząd Lilianae Takht., rząd pochrzynowce (Dioscoreales Hook.f.), rodzina pochrzynowate (Dioscoreaceae R. Br.Barnh.), podrodzina Dioscoreoideae (R. Br.) Arn., plemię Dioscoreeae Bernh., rodzaj pochrzyn (Dioscorea L.).
Gatunki (wybór)
- Dioscorea alata L. – pochrzyn skrzydlaty
- Dioscorea bulbifera L. – pochrzyn cebulowy
- Dioscorea cayenensis Lam.
- Dioscorea elephantipes (L'Hér.) Engl.
- Dioscorea esculenta (Lour.) Burkill – pochrzyn słoniowy
- Dioscorea opposita – pochrzyn chiński
- Dioscorea pentaphylla L.
- Dioscorea rotundata Poir.
- Dioscorea sansibarensis Pax
- Dioscorea trifida L.f.- pochrzyn trójdzielny
- Dioscorea villosa L. – pochrzyn włochaty

## Zastosowanie

### Rośliny jadalne
Wiele gatunków z tego rodzaju jest uprawianych ze względu na jadalne bulwy i owoce. Pochrzyny dobrze się przechowują, dlatego były głównym składnikiem diety na statkach wywożących niewolników z Afryki Zachodniej. Chroniły one przed szkorbutem, choć witaminy C posiadają niewiele. Bulwy dziko rosnących pochrzynów były spożywane w czasach głodu. Bulwy pochrzynu można gotować, smażyć, piec. W Afryce Zachodniej bulwy wchodzą w skład potrawy „fufu” (można ją także sporządzić z manioku, plantatów lub żółtosoczy). Przed spożyciem bulw pochrzynu konieczne jest ich wcześniejsze gotowanie lub moczenie w wodzie, aby pozbyć się toksycznych alkaloidów (dioskoryny). Mylone są z bulwami batata.
Skład bulw przypomina zawartość ziemniaka. Występuje w nich około 28% skrobi, także witamina A i C (około 5 mg/100 g), wapń, żelazo i potas. 100 g bulw dostarcza 452 kJ (105 kcal). Po ugotowaniu taka sama ilość zawiera 133 kcal.

### Rośliny kosmetyczne
Niektóre gatunki wykorzystywane są również do produkcji kosmetyków.